# Ciudad Piar
Pour les articles homonymes, voir Piar.
Ciudad Piar est une ville de l'État de Bolívar au Venezuela, chef-lieu de la municipalité de Bolivariano Angostura et capitale de la Section capitale Angostura, l'une des quatre divisions territoriales de la municipalité.

## Étymologie
La ville est nommée en l'honneur du militaire vénézuélien, originaire de l’État antillais de Curaçao, Manuel Piar (1774-1817).

## Histoire
La ville est fondée le 9 février 1952 en raison de l'essor de l'extraction de minerai de fer dans la région depuis 1950 et les concessions accordées à la compagnie Orinoco Mining, filiale de U.S. Steel. Le 1er janvier 1975, la filière du fer est nationalisée par le nouveau président Carlos Andrés Pérez élu en mars de l'année précédente et la compagnie Corporación Venezolana de Guayana Ferrominera Orinoco C.A est créée.

## Sources
- (es) Cet article est partiellement ou en totalité issu de l’article de Wikipédia en espagnol intitulé « Ciudad Piar » (voir la liste des auteurs).